# Torreken Farm Cemetery No.1
Torreken Farm Cemetery No.1 is een Britse militaire begraafplaats met gesneuvelden uit de Eerste Wereldoorlog, gelegen in het Belgische dorp Wijtschate. De begraafplaats ligt midden in het veld, zo'n 870 m ten zuidoosten van het dorpscentrum en is bereikbaar langs een pad van 210 m. Ze werd ontworpen door Wilfred Von Berg en wordt onderhouden door de Commonwealth War Graves Commission. Het terrein heeft een vierkantig grondplan met een oppervlakte van 536 m² en wordt omsloten door een natuurstenen muur. Het Cross of Sacrifice staat in de noordoostelijk hoek. Er is geen register aanwezig.
Er liggen 105 militairen begraven.

## Geschiedenis
Wijtschate werd begin november 1914 door de Duitsers ingenomen en pas op 7 juni 1917 tijdens de Mijnenslag door de Commonwealth troepen veroverd. Tijdens het Duitse lenteoffensief viel het dorp op 16 april 1918 echter terug in Duitse handen. Uiteindelijk werd het definitief door de geallieerde troepen veroverd op 28 september 1918.
De begraafplaats werd in juni 1917 aangelegd door het 5th Dorset Regiment en tot april 1918 gebruikt als frontlijnbegraafplaats.
Er worden nu 71 Britten, 20 Australiërs en 14 Duitsers herdacht.
In 2009 werd de begraafplaats als monument beschermd.

## Graven

### Onderscheiden militairen
- korporaal Edward McLaren en soldaat William Elliot, allebei van het The King's (Liverpool Regiment) werden onderscheiden met de Military Medal (MM).

### Minderjarige militair
- Paul J. Rodocanachi, onderluitenant bij het Royal Flying Corps was 17 jaar toen hij sneuvelde.

### Aliassen
- soldaat Patrick McCabe diende onder het alias J. Conway bij de The King's (Liverpool Regiment).
- soldaat William T. Ennis diende onder het alias W. Turton bij de The King's (Liverpool Regiment).